# Protestes al Senegal de 2023
Les protestes al Senegal de 2023 són una sèrie de manifestacions antigovernamentals i enfrontaments que van començar l'1 de juny de 2023 al Senegal arran de la condemna a presó del líder de l'oposició Ousmane Sonko per «corrupció de menors», fet que pretenia inhabilitar-lo per a presentar-se a les eleccions presidencials de 2024.

## Antecedents
Ousmane Sonko va guanyar notorietat en quedar en tercer lloc a les eleccions presidencials del Senegal de 2019. És admirat entre el jovent amb un discurs antisistema i panafricanista, crític amb la presència francesa, amb la corrupció de les elits senegaleses i amb les polítiques neoliberals, i es considera el principal rival polític del president Macky Sall, el qual «està venent el país a potències estrangeres. Sonko va ser jutjat in absentia acusat de corrupció de menors, de violació fins a cinc vegades d'una empleada d'un saló de massatges entre els anys 2020 i 2021 i d'haver-la amenaçat de mort. Va ser condemnat a dos anys de presó per corrupció de menors atès que quan van tenir la suposada relació la dona era menor de 21 anys, però absolt dels càrrecs de violació i amenaces de mort. Sonko va defensar la seva innocència i va declarar que Sall estava intentant incriminar-lo a fi de frustrar la seva candidatura a la presidència del Senegal el 2024. El govern ha negat aquesta afirmació. S'ha especulat amb la possibilitat que Sonko pogués demanar un nou judici un cop empresonat.
Alguns analistes temen que Sall incompleixi el límit constitucional de dos mandats de cinc anys presidencials i torni a presentar-se a les eleccions de 2024, ja que no ha confirmat ni desmentit que pretengui presentar-se a la reelecció. Sonko ha instat Sall a declarar públicament que no es presentarà el 2024.

## Protestes
Després de la condemna de Sonko, les protestes van iniciar-se a diverses ciutats l'1 de juny de 2023. El 2 de juny, el partit polític PASTEF va instar la població a resistir fins que el president Sall dimitís. Les protestes als districtes de Ouakam i Ngor de Dakar es van convertir en enfrontaments amb la policia i es van produir saquejos en supermercats de capital francès. Com a resposta als avalots es va desplegar l'exèrcit senegalès i es va encerclar la casa de Sonko malgrat que no se sabia on era exactament. La ministra de Justícia va afirmar que podia ser detingut en qualsevol moment, però l'última aparició pública de Sonko havia estat la nit del 29 al 30 de maig en un vídeo. El govern i l'oposició es van culpar mútuament de la violència i es van produir nombroses detencions arbitràries. A partir del 2 de juny, el govern del Senegal va tancar internet per a dades mòbils i l'accés a les xarxes socials com Facebook, TikiTok, Instagram, WhatsApp i Twitter, a més d'un canal de televisió privat amb l'objectiu, segons el mateix executiu, d'«evitar una nova crida a la violència i l'odi i la difusió de missatges subversius».
Nou persones havien mort el 2 de juny i es van produir destrosses a la Universitat Cheikh-Anta-Diop, que va ser un lloc d'enfrontaments prolongats on els manifestants van incendiar autobusos i la policia va disparar gasos lacrimògens. Els manifestants van llençar pedres contra la policia, van fer barricades i van cremar pneumàtics, mentre que la policia va disparar gasos lacrimògens contra la població. Segons el ministre de l'Interior, Antoine Diome, el 4 de juny s'havien detingut al voltant de 500 persones. El 5 de juny, l'emissora pública RTS va corroborar que almenys setze persones havien mort, inclosos dos agents de policia, a la capital Dakar i a Ziguinchor, la ciutat de què Sonko és alcalde. Aquesta xifra va superar el nombre de morts durant les protestes senegaleses de 2021, que van ser les primeres relacionades amb el judici de Sonko, en el moment de la seva detenció arran de les acusacions, en les quals van morir dotze persones i els enfrontaments van durar cinc dies.

## Reaccions
El secretari general de les Nacions Unides, António Guterres, va condemnar la violència i va «instar a tots els implicats a fer servir la moderació». Moussa Faki, el president de la comissió de la Unió Africana, va condemnar enèrgicament la violència i va instar els líders a evitar actes que «taquin la imatge de la democràcia senegalesa, de la qual Àfrica sempre s'ha sentit orgullosa». La Comunitat Econòmica dels Estats de l'Àfrica Occidental va declarar que totes les parts haurien de «defendre la lloable reputació del país com a bastió de pau i estabilitat». La Unió Europea i França van expressar la seva preocupació per la violència. El Departament d'Estat dels Estats Units va afirmar que «el sòlid historial de govern democràtic, estat de dret i convivència pacífica del Senegal és una cosa de la qual el poble senegalès pot estar orgullós. Exhortem a totes les parts a expressar les seves opinions d'una manera pacífica».
Amnistia Internacional va explicar que nombrosos testimonis es referien a «morts de bala» i a la presència de «milícies armades vestides de civil», i va denunciar les detencions arbitràries de membres de l'oposició, persones de la societat civil i periodistes des que es va fer pública la sentència. Human Rights Watch va reclamar una «investigació independent i creïble» sobre la violència produïda durant les manifestacions a Dakar i a la resta del país, i va exigir al govern l'alliberament de tots els detinguts per «expressar pacíficament les seves opinions polítiques o per exercir el seu dret a la llibertat de reunió». A París, Madrid, Barcelona, Milà o Nova York centenars de senegalesos de la diàspora van reclamar la fi del que consideraven una maniobra electoralista i l'alliberament de tots els opositors polítics.